# At-Tīn
At-Tīn (arabisch التين, DMG at-Tīn ‚Der Feigenbaum‘) ist die 95. Sure des Korans, sie enthält 8 Verse. Die Sure gehört zu den frühen Teilen des Korans, die in Mekka offenbart wurden (610–615). Ihr Titel bezieht sich auf den ersten Vers.
Nach der einleitenden Basmala zerfällt die Sure in drei Teile. In den drei ersten Versen werden der Feigenbaum, der Ölbaum, der Berg Sinai und das „sichere Gebiet“ beschworen. Die beiden Bäume könnten Anspielungen auf Damaskus und den Ölberg in Jerusalem sein, und mit dem „sicheren Gebiet“ ist nach allgemeiner Auffassung die Stadt Mekka gemeint.
Der zweite Teil, mit den Versen 4 bis 6, beschreibt den Menschen, der zunächst als Schöpfung Gottes in „schönster ebenmäßiger Gestalt“ erschaffen wurde und dann in den „niedrigsten der niedrigen Stände“ gebracht wird, worunter das Alter oder auch das den Missetätern zugedachte Höllenfeuer verstanden wird. Der sechste Vers verspricht denen, die glauben und gute Werke tun, einen nie endenden Lohn – in Übereinstimmung mit dem letzten Vers der Sure 84.
Die beiden letzten Verse bilden den dritten, abschließenden Teil und richten sich an diejenigen, welche die Existenz des Jüngsten Gerichts bestreiten.